# Guillem Surroca i Pascual
Guillem Surroca i Pascual (Girona, 1998) és un polític català, alcalde de Cervià de Ter i diputat per CUP - Som Poble a la Diputació de Girona. Va ser regidor d'Alternativa per Cervià i Raset-AMUNT en la legislatura 2019 - 2023 i conseller al Consell Comarcal del Gironès en el període 2021 - 2023. És graduat en Ciències Polítiques i de l'Administració per la Universitat de Girona.
A nivell professional ha treballat com a tècnic de transparència, participació ciutadana i noves tecnologies a l'Ajuntament de Vilafant i ha estat tècnic assessor a la Diputació de Girona pel grup CUP-AMUNT.